# Csani
Csani (oroszul: Чаны) városi jellegű település Oroszország ázsiai részén, a Novoszibirszki területen, a Csani járás székhelye. A közeli Csani-tóról kapta nevét.
Népessége: 8473 fő (a 2010. évi népszámláláskor).

## Elhelyezkedése
A Baraba-alföldön, Novoszibirszktől kb. 400 km-re nyugatra helyezkedik el.
Vasútállomás a Transzszibériai vasútvonal Omszk–Novoszibirszk közötti szakaszán.

## Története
Az első kis település 1875-ben jött létre, melyből a vasút és az állomás építésekor, 1892-ben nagy falu keletkezett. 1924-ben lett járási székhely, 1947-ben városi jellegű település.
12 km-re a településtől található a gyógyvizéről, gyógyiszapjáról híres Karacsi-tó, melynek partján gyógyfürdőhely létesült.